# Lucrezia Orsina Vizzana
Lucrezia Orsina Vizzana (Bolonia, 3 de julio de 1590-Bolonia, 7 de mayo de 1662) fue una compositora italiana del Renacimiento. Vivió en una época donde los hombres tenían todo el protagonismo, pero a pesar de todo, pudo desarrollar su actividad como compositora e incluso tuvo reconocimiento. Destacó como compositora, pero también era cantante y organista.

## Biografía
Tras la muerte de su madre en el año 1598, ingresó en el convento de Santa Cristina de Bolonia, cuando tenía ocho años. Allí pudo empezar a aprender música, ya que en los conventos y monasterios se solía enseñar este arte. Primero aprendió de la mano de Camilla Bombacci, que era organista y probablemente también su tía. Después, fue alumna de Ottavio Vernizzi, que era maestro de música del convento de Santa Cristina pero no tenía la autorización oficial para poder ejercer este cargo. A pesar de todo ello, Ottavio Vernizzi podía entrar en el convento, ya que las monjas lo habían contratado de forma secreta para que así pudiera enseñar sus conocimientos a Lucrezia Orsina.
Orsina protagonizó un episodio bastante polémico cuando publicó un libro de piezas vocales, concretamente motetes, llamado Componimenti musicali de motetti concertati a 1 e più voci. Este libro fue arreglado por Ottavio Vernizzi y posteriormente publicado en Venecia en 1623. Esta publicación se convirtió en histórica porque hasta ese momento muy pocas mujeres habían podido publicar sus obras. Sin embargo, este hecho fue fuertemente criticado por diversos sectores, como por ejemplo la iglesia, que no dejaba realizar publicaciones a las mujeres. Ante esta acción intolerable y otras tensiones entre la iglesia y las monjas, en noviembre del año 1628 la iglesia decidió enviar un grupo de tropas al convento de Santa Cristina. En el pasado, el convento ya había causado problemas, como una serie de conflictos contra los obispos de Bolonia. Estas tropas tuvieron que poner orden ante la insubordinación de las monjas que estaban en contra de la negativa de Roma ante la publicación del libro. Finalmente, se decidió cerrar el convento y se prohibió a Lucrezia Orsina escribir más música. En cambio sí que pudo seguir con su actividad de monja. Después de que sucedieran todos estos acontecimientos y de que tuviera una salud bastante delicada, Lucrezia Orsina fue considerada loca, esto según las palabras de su confesor, que nos han llegado hasta hoy en día.

## Estilo
Su estilo es bastante moderno para la época en la que se escribe, ya que está en el principio del Barroco. Esto significa que la compositora era consciente de todos los cambios que se estaban dando en el mundo de la música y que acabarían desembocando en el Barroco. Tiene mucha influencia de la obra de Monteverdi, ya que utiliza un cromatismo similar a la de este compositor. Este cromatismo se utilizaba normalmente en las obras vocales porque era un modo de expresar emociones intensas, para sugerir la exploración armónica en las piezas instrumentales y para crear sujetos característicos destinados a su elaboración en el contrapunto imitativo. Además, desarrolló la retórica. Esto significa que la música estaba al servicio de las palabras, ya que consiste en expresar el significado de éstas mediante la música. También incluyó frases en estilo declamatorio, para así jugar con la retórica y conseguir los efectos que quería, usando grandes saltos en las partes de las voces, además de una constante ornamentación de las melodías.
Una característica bastante importante en su obra es el desarrollo de la disonancia. La disonancia la utiliza en botes expresivos melódicos, donde queda suspendida en ellos. Por ejemplo, utilizaba esta técnica cuando quería remarcar la importancia de una palabra. De esta forma el oyente se daba cuenta de la importancia del texto y de su significado. Probablemente, esto lo aprendió de Monteverdi, ya que es un recurso constante en su obra.
Desarrolló la relación entre el bajo y la melodía. Esto quiere decir que le daba mucho protagonismo tanto al tiple como el bajo. Las voces intermedias no eran tan importantes y se improvisaban o también se podían escribir. Esto no era una novedad, porque la melodía con acompañamiento ya se empezó a desarrollar en las chansons de los siglos xiv y xv y en las canciones de forma homofónica del siglo XVI. Lo que consistió en una novedad fue polarizar el bajo y el tiple.
También es bastante característico el acompañamiento para bajo continuo que utiliza. El bajo continuo consistía en escribir una melodía o un conjunto de melodías y la línea del bajo, pero dejaba a los intérpretes llenar los acuerdos y las voces interiores. El bajo y los acordes se interpretaban con unos instrumentos característicos, como por ejemplo el laúd, la tiorba o el órgano. Igualmente, desarrolló el bajo cifrado, ya que a finales del XVII la línea del bajo se reforzaba a menudo con instrumentos melódicos como la viola de gamba o el fagot. Cuando los acuerdos que se habían de tocar eran distintos a las tríadas comunes en su estado fundamental o si se había de añadir algún retraso o alteración, el compositor ponía una serie de números por encima o por debajo de las notas del bajo para indicar las notas que se debían hacer. Se podían encontrar sostenidos, bemoles entre otros.

## Obra
Su principal obra es el Componimenti musicali de motetti concertati a 1 e più voci, una gran revolución en la época, porque lo había escrito una mujer. En este libro desarrolla el motete y recopila las siguientes obras:
- 10 motetes solistas
- 8 duetos
- Dos motetes adicionales escritos para tres y cuatro voces

Los más importantes y reconocidos son estos tres motetes:
1. O Magnum Mysterium
2. Ave Stella Matutina
3. Veni Dulcissime Domine

Algunos motetes están escritos para los días de fiesta en el convento. La mayor parte de ellos están dedicados a la figura de Jesucristo y la exaltan como una figura de redentor y de salvador. Otros motetes representan la veneración de la Santa Cruz y los sacramentos. Finalmente, algunos motetes también representan los conflictos políticos del convento de Santa Cristina a partir del año 1620.

## Redescubrimiento
Aunque siempre había sido considerada una compositora importante para los expertos de la música antigua, no es hasta el siglo XX que la figura de esta compositora despertó gran interés. Muchos investigadores empezaron a indagar en su obra y ésta se registró en un álbum llamado Songs of Ecstasy and Devotion, del año 1998. Esto provocó que su obra interesara a más personas gracias a su mayor divulgación. Además, una obra de Broadway, llamada Rapture, del año 2000 se inspira en la vida de la compositora para su argumento.